# Simfonija br. 2 u h-molu (Borodin)
Simfonija br. 2 u h-molu op. 5 ("Bogatirska") je skladba Aleksandra Borodina. Borodin je simfoniju skladao od 1869. do 1876. godine, a premijerno je izvedena 10. ožujka 1877. u Sankt Peterburgu. Simfonija je jedno od značajnijih završenih Borodinovih djela.

## Povijest
Aleksandar Porfirjevič Borodin (Александр Порфирьевич Бородин; Sankt Peterburg, 12. studenoga 1833. - Sankt Peterburg, 27. veljače 1887.) bio je ruski skladatelj iz razdoblja romantizma, član "Velike petorke". Završio je studije kemije i medicine na Medicinsko-kirurškoj akademiji u Sankt Peterburgu, gdje je kao profesor ostao do smrti. Učio je sviranje na flauti, violončelu i klaviru, a s 15 godina počeo je pisati glazbu. Skladao je opere, orkestarska i komorna djela, djela za klavir, solo pjesme i druga vokalna djela. Dosta djela ostalo je nedovršeno, koja su kasnije dovršili Glazunov i Rimski-Korsakov, a među njima je i Borodinovo životno djelo, opera "Knez Igor".
"Velika petorka" (ru. Могучая кучка - "Moćna gomilica"; "Ruska petorica"; "Balakirjevski kružok") naziv je grupe mladih skladatelja koja je bila aktivna u Sankt Peterburgu od 1856. do 1870. godine. Sačinjavali su je skladatelji "nižeg staleža", "amateri" (za razliku od "elitnih" skladatelja koji su završili konzervatorij, kao npr. Čajkovski): osnivač grupe Milij Balakirev (glazbenik, 25 godina), Aleksandar Borodin (liječnik, 28), Nikolaj Rimski-Korsakov (časnik, 18), Modest Musorgski (vojnik, 23) i Cezar Kjui (časnik, 27). Cilj grupe bio je skladanje glazbe s korijenima u ruskom folkloru umjesto oslanjanja na europsku tradiciju.
Borodin je simfoniju pisao između 1869. i 1876. godine, jer je bio prekidan profesionalnim obvezama, a radio je istovremeno i na operi "Knez Igor" (stoga se neki materijal iz nacrta opere javlja u simfoniji). Po memoarima Rimski-Korsakova, premijerno izvođenje 10. ožujka 1877. u Sankt Peterburgu imalo je polovičan uspjeh zbog preteške orkestracije, pa je Borodin 1879. preradio djelo. Postumnu adaptaciju radili su Rimski-Korsakov i Glazunov pri pripremi djela za objavljivanje 1887. godine.
Kritičari smatraju da je ova simfonija ne samo najpopularnija Borodinova simfonija, već i najpopularnija simfonija koju je napisao neki član "Velike petorke". Po navodima Vladimira Stasova, Borodin je imao na umu program za ovu simfoniju. Prvi stavak prikazuje skup ratnika na dvoru kneza Igora i pripreme za rat. Drugi stavak predstavlja sliku ruskih stepa. U trećem stavku bajan (ili bojan, bard) prikazuje romansu između Igorovog sina i tatarske djevojke. Četvrti stavak je prikaz slavlja ratnika i naroda uz zvuke gusli [rusko glazbalo s više žica, sličan citri, ne našim guslama].
Prema tim ratnicima Stasov je djelo nazvao "Bogatirska simfonija", ali se u novije vrijeme atribut "Bogatirska" zamjenjuje riječju "Herojska". Bogatir je naziv za junaka, viteza, odnosno kršnog i snažnog čovjeka. Bogatiri su nastali za vrijeme vladavine (980. do 1015. godine) Vladimira Velikog, velikog kneza Kijeva, kao njegovi odabrani ratnici. Javljaju se u srednjovjekovnim ruskim legendama i opjevani su u brojnim bilinama (ruska narodna junačka pjesma; былина - starina).

## O glazbi
Orkestracija: pikolo, 2 flaute, 2 oboe, 2 klarineta, 2 fagota, 4 horne, 2 trube, 3 trombona, tuba, timpani, udaraljke, harfa, gudači
Tonalitet: h-mol
1. Allegro moderato
2. Scherzo. Molto vivo
3. Andante
4. Finale. Allegro

### 1.Allegro moderato
Prvi stavak napisan je u sonatnoj formi. Skup vitezova predstavljen je kroz dvije teme, jaku i svečanu prvu temu i lirsku drugu temu, zasnovanu na ruskim narodnim pjesmama "Grozni car" i "Slavuj" (Грозный царь, Соловей). U razvoju se teme fragmentiraju u ritmu galopa, a punija orkestracija reprize čini da teme budu još dojmljivije.

### 2.Scherzo. Molto vivo
Drugi stavak je Scherzo, po definiciji duhovitog i razigranog karaktera, napisan u ternarnoj formi. U njemu horne na početku dobivaju priliku da pokažu svoju virtuoznost. Kontrastni trio, koji započinje solo oboa, je melodija koja takođe koristi spomenute narodne pjesme. Repriza početne teme završava šapatom.

### 3.Andante
Treći stavak nastavlja u lirskom duhu trija iz prethodnog stavka. Stavak otvaraju i zatvaraju klarinet i harfa koja predstavlja bajanovu citru (gusli). Nježna melodija koju vode horne dobiva na strasti, a zatim se nakon kulminacije utišava u kontemplativno raspoloženje. Klarinet i harfa iz uvoda bez prekida (attacca) vode u sljedeći stavak.

### 4.Finale. Allegro
Gudači uvode optimističnu glavnu temu četvrtog stavka. Druga tema počinje lirski, ali ubrzo i ona prerasta u slavlje. Nova tema u razvoju na kratko podsjeća na uvod simfonije, a zatim se razrađuju dvije glavne teme koje veličanstveno vode u rekapitulaciju i kodu.
Uobičajeno trajanje simfonije je oko 28 minuta.